# Vågehøj
Vågehøj är en kulle i Danmark.   Den ligger i Kalundborg kommun och Region Själland, i den centrala delen av landet på ön Själland 100 km väster om Köpenhamn. Toppen på Vågehøj är 55 meter över havet. Närmaste större samhälle är Kalundborg, 14 km sydost om Vågehøj. 